# 1974年の宝塚歌劇公演一覧
本項目では、1974年の宝塚歌劇公演一覧（1974ねんのたからづかかげきこうえんいちらん）について示す。

## 宝塚大劇場公演
公演組、公演日（新人公演を除く）、公演演目（形式名、場を除く）、5月25日以降の主なスタッフの参考資料は90年史。（）内は、作者または演出者名。

### 花組
参考資料は60年史別冊
- 1月1日 - 1月29日

#### 花のお嬢吉三
- 形式名は「舞踊劇」
- 10場
- 新人公演：1月16日

スタッフ
- 作・演出：内海重典
- 振付：二世西川鯉三郎
- 作曲・編曲：寺田瀧雄、入江薫、河崎恒夫
- 音楽指揮：野村陽児
- 装置：石浜日出雄
- 衣装：小西松茂、中川菊枝
- 照明：今井直次
- 小道具：万波一重
- 効果：中田正廣
- 音響監督：松永浩志
- 演出補：酒井澄夫
- 演出助手：太田哲則
- 制作：大谷真一

主な出演者・本公演（配役も含む）
- 市川小団次：春日野八千代
- お嬢吉三：甲にしき
- 和尚吉三：松あきら
- お坊吉三：瀬戸内美八
- 頭取：淡路通子
- お駒：水穂葉子
- 十三郎：麻月鞠緒
- おとせ：上原まり
- 太郎衛門：立ともみ
- 茶店の女：八汐みちる
- 八重：有花みゆ紀
- 歌手：銀あけみ、明日香みやこ

主な出演者・新人公演
- 麻月鞠緒
- 汐見里佳
- 風美圭
- 宝純子
- 舞小雪
- 島ゆり
- 新城まゆみ

#### カルナバル・ド・タカラヅカ
- 作・演出：高木史朗

### 月組
参考資料は60年史別冊
- 1月31日 - 2月26日

#### 白い朝
- 山本周五郎作『さぶ』より

#### ロマン・ロマンチック
- 作・演出：横澤秀雄

### 雪組
参考資料は60年史別冊
- 2月28日 - 3月21日

#### 花聟くらべ
- 1幕

スタッフ
- 構成・演出：渡辺武雄
- 脚本・演出補：阿古健
- 狂言指導：茂山忠三郎
- 作曲・編曲：高橋廉
- 音楽指揮：溝口堯
- 振付：渡辺武雄、睦千賀
- 装置：黒田利邦
- 衣装：小西松茂、中川菊枝
- 照明：今井直次
- 小道具：万波一重
- 効果：扇野信夫
- 音響監督：松永浩志
- 演出助手：村上信夫
- 制作：大谷真一

主な出演者（配役も含む）
- 果報者：大路三千緒
- 太郎冠者：汀夏子
- 鋏チョキ之進：上條あきら
- 紙乃パア之丞：世れんか
- 石ころ之介：麻実れい
- 花子：摩耶明美
- 月子：瑞穂まり
- 雪子：高ひづる
- 星子：茜真弓

#### ロマン・ロマンチック
- 作・演出：横澤秀雄

### 星・花組
参考資料は60年史別冊
- 3月23日 - 4月25日

#### 清く正しく美しく
- 形式名は「祝舞」

スタッフ
- 構成・演出：白井鐡造
- 振付：花柳寿楽
- 音楽：吉崎憲治
- 音楽指揮・合唱指導：十時一夫

主な出演者（配役も含む）
- 舞：天津乙女
- 歌手：衣通月子、藻刈乙江

#### 虞美人
- 長與善郎原作『項羽と劉邦』より

### 花・星組
- 4月26日 - 5月23日

#### 虞美人
- 長與善郎原作『項羽と劉邦』より

### 雪組
- 5月25日 - 6月25日
  - 『若獅子よ立髪を振れ』（植田紳爾）
  - 『インスピレーション』（鴨川清作）

### 月組
- 6月27日 - 7月24日
  - 『花のオランダ坂』（菊田一夫、演出：鴨川清作）
  - 『インスピレーション』（鴨川清作）

### 星組
- 7月26日 - 8月27日
  - 『アルジェの男』（柴田侑宏）
  - 『ジュジュ -第7銀河系のメルヘン-』（草野旦）

### 月組
- 8月29日 - 9月26日
  - 『秋扇抄』（酒井澄夫）
  - 『ベルサイユのばら』（演出：長谷川一夫、脚本・演出：植田紳爾）

### 花組
- 9月28日 - 10月29日

#### 海と太陽とファド
- 形式名は「日本と世界の広場[5]」
- 副題は「ポルトガル篇[5]」
- 10場[5]

スタッフ
- 構成：宝塚歌劇団郷土芸能研究会
- 演出：渡辺武雄
- 脚本・演出：阿古健
- 作曲・編曲：高橋廉、堤五郎、河崎恒夫、吉崎憲治
- 音楽指揮：溝口堯
- 合唱指導：橋本和明
- 振付：渡辺武雄、高木祥次、鈴木武、睦千賀
- 装置：黒田利邦
- 衣装：小西松茂、中川菊枝
- 照明：棚橋守
- 小道具：上田特市
- 効果：坂上勲
- 音響監督：松永浩志
- 演出助手：村上信夫
- 監修：ジョセ・ジュリオ・ロドリゲス
- 制作：大谷真一

主な配役
- 太郎：松あきら
- ペドロ：瀬戸内美八

#### アン・ドウ・トロワ
主なスタッフ
- 小原弘稔

### 星組
- 10月31日 - 11月27日	
  - 『ブリガドーン』（訳・演出：鴨川清作）

### 雪組
- 11月29日 - 12月15日
  - 『紅椿 雪に咲く -義士外伝・毛利小平太-』（阿古健）
  - 『ファンキー・ジャンプ』（酒井澄夫）

## 東京公演
（）内は、作者または演出者名。出典は宝塚90年史。

### 雪組
- 1月2日 - 1月28日　新宿コマ劇場
  - 『竹』（郷土芸能研究会　構成、渡辺武雄　演出、阿古健）
  - 『ラブ・ラバー』（鴨川清作）

### 月組
- 4月2日 - 4月27日　東京宝塚劇場
  - 『花のオランダ坂』（菊田一夫、鴨川清作　演出）
  - 『ロマン・ロマンチック』（横澤英雄）

### 星・花組
- 6月2日 - 6月30日　東京宝塚劇場
  - 『清く正しく美しく』（白井鐡造　構成・演出）
  - 『虞美人』（白井鐡造）

### 花・星組
- 7月5日 - 7月28日　東京宝塚劇場
  - 『虞美人』（白井鐡造）
  - 『ゴールデン宝塚60』（内海重典　構成・演出）

### 雪組
- 8月1日 - 8月29日　東京宝塚劇場
  - 『若獅子よ立髪を振れ』（植田紳爾）
  - 『インスピレーション』（鴨川清作）

### 月組
- 11月2日 - 11月27日　東京宝塚劇場
  - 『ザ・スター』（鴨川清作）
  - 『ベルサイユのばら』（長谷川一夫　演出、植田紳爾　脚本・演出）

## 宝塚大劇場・東京以外の公演
（）内は、作者または演出者名。出典は宝塚90年史。

### 星組
- 1月20日 - 2月5日　伊勢、下館、藤沢、盛岡、呉、広島、松山
  - 『百花扇』（鴨川清作）
  - 『アラベスク』（酒井澄夫）

### 第11回宝塚フェスティバル
- 5月4日・5日　大阪・毎日ホール

### 月組
- 5月24日 - 6月2日　福岡スポーツセンター
  - 『ふるさと・日本』（渡辺武雄　構成）
  - 『ハロー!タカラヅカ』（鴨川清作）

### 花・月組
- 8月3・4日　名古屋・中日劇場
  - 『'74宝塚ゴールデン・ステージ』

### 星組
- 9月6日 - 9月25日　佐世保、長崎、伊万里、熊本、松江、松江
  - 『花の若武者』（植田紳爾）
  - 『ファニー・フィーリング』（鴨川清作）

### 雪組
- 10月8日 - 11月4日　盛岡、青森、仙台、富山、金沢、彦根、広島、神戸、大分、山口、戸畑、萩、伊勢、倉敷、徳島、札幌
  - 『竹』（郷土芸能研究会　構成）
  - 『ロマン・ロマンチック』（横澤英雄）